# 7133 Kasahara
7133 Kasahara è un asteroide della fascia principale. Scoperto nel 1993, presenta un'orbita caratterizzata da un semiasse maggiore pari a 2,3978653 UA e da un'eccentricità di 0,1150466, inclinata di 14,68303° rispetto all'eclittica.